# Dodoma (vùng)
Vùng Dodoma là một trong 31 vùng hành chính của Tanzania. Thủ phủ là Dodoma. Theo thống kê dân số 2012, vùng có 2.083.588 người, thấp hơn so với mức ước tính trước thống kê là 2.214.657 người. Trong thời gian 2002-2012, mức tăng dân số 2,1% của tỉnh đứng hạng 20 toàn quốc. Đây là vùng có mật độ dân số thứ 17 (50/km2). Các dân tộc chính sống trong vùng là người Gogo, người Rangi, và người Sandawe; Dodoma có nghĩa là "[nó đã] chìm" trong tiếng Gogo.